# Live Letters
Live Letters е DVD от финската рок група The Rasmus, издаден на 22 ноември, 2004 от Playground Music.
На DVD-то има 11 видеоклипа от концерта Gampel Open Air в Швейцария на 21 август, 2004. По-голямата част от песните са част от албума Dead Letters от 2003 година. То съдържа още всички 7 клипа от албума.
На 20 февруари 2007 се издава и американска версия от DRT Entertainment, но съдържанието не се различава.
DVD-то е продуцирано от Baranga Film, които продуцират и част от клиповете на групата от Dead Letters като In My Life, In the Shadows (европейската версия) и Funeral Song.

## Списък на парчетата
На живо на Gampel Open Air
1. „First Day of My Life“
2. „Guilty“
3. „F-F-F-Falling“
4. „Still Standing“
5. „Time to Burn“
6. „Bullet“
7. „Every Day“
8. „One & Only“
9. „In the Shadows“
10. „Funeral Song“
11. „In My Life“

Музикални клипове
1. „In the Shadows“ (финска версия) – 2003
2. „In the Shadows“ (европейска версия /гарвани/) – 2003
3. „In the Shadows“ (версия за Великобритания и САЩ /с огледала/) – 2004
4. „In My Life“ – 2003
5. „First Day of My Life“ – 2003
6. „Funeral Song (The Resurrection)“ – 2004
7. „Guilty“ – 2004

Екстри
- 4 документални видеа
- Снимки
- Клиповете под формата на комикс
- Интервю
- Как са направени клиповете
- Скрит клип на първия запис на In the Shadows